# Síndrome MERRF
El síndrome de epilepsia mioclónica asociada a fibras rojas rasgadas, denominado abreviadamente como síndrome MERRF por sus siglas en inglés (myoclonic epilepsy with ragged red fibers), es una rara enfermedad mitocondrial que cursa principalmente con mioclonias (sacudida repentina e involuntaria de un músculo o grupo de músculos) y epilepsia.

## Historia y epidemiología
Fue descrita por primera vez por N. Fukuhara y alumnos en el año 1980 en dos pacientes que mostraban convulsiones generalizadas, problemas mentales, atrofia muscular y deformación de los pies. En la biopsia muscular que se les practicó, ambos presentaban fibras rojas rasgadas.
Los estudios epidemiológicos que existen sobre ésta enfermedad arrojan una prevalencia global estimada de 0,9 afectados por cada 100.000 personas.

## Etiología
Se trata de un síndrome causado por varias mutaciones en el ADN mitocondrial, pero que cada una de ellas de forma independiente trae como consecuencia el desarrollo de la enfermedad. Entre el 80% y el 90% de los casos se da la mutación A8344G (hay una transición de adenina a guanina en la posición 8344 del gen). Los genes implicados que han sido identificados son los que se muestran en la siguiente tabla:
| Genes mutados en MERRF | Posición del gen | Codifica | Mutación concreta                       |
| MTTF                   | 577 a 647        | tRNA-Phe | G611A                                   |
| MTTK                   | 8295 a 8364      | tRNA-Lys | G8363A, G8361A, A8344G, T8356C y A8296G |
| MTTP                   | 15955 a 16023    | tRNA-Pro | G15990A                                 |
| MTTL1                  | -                | -        | G3255A                                  |
| MTTS1, MTTS2 y MTTH    | -                | -        | -                                       |

Estos genes codifican para el ARN transferente mitocondrial, siendo los más importantes los que codifican para la fenilalanina, lisina y prolina que presentan transiciones G por A o C por T, lo que causa el fallo en la producción de ciertas proteínas mitocondriales.
En la respiración celular están implicados diferentes complejos multienzimáticos de la cadena de transporte de electrones. Entre ellos, los complejos I, III, IV y V están codificados por el ADNmt y el resto de subunidades por el ADN nuclear. Por lo tanto, si el ADNmt presenta las mutaciones que se dan en el síndrome MERRF, dará lugar a proteínas anómalas que componen estos complejos de la cadena de transporte, cuya eficacia se verá mermada, bien produciendo una disminución casi total o anulando por completo su función. Es por esto que los tejidos que necesiten mayor aporte energético serán los primeros en ser destruidos, ya que carecen de respiración celular.
Si bien, hay que tener en cuenta que no todos las mitocondrias poseen material genético alterado, y tampoco poseen todas las problemas, por lo que no todas las personas son afectadas con la misma gravedad.

## Cuadro clínico
El síndrome MERRF es una de las enfermedades con mayor variabilidad en la expresión de su sintomatología, incluso dentro de una misma familia de afectados. El cuadro clínico de ésta patología suelen comenzar durante la infancia o la adolescencia. Puede presentar los siguientes síntomas:
- epilepsia mioclónica progresiva;
- degeneración neuronal progresiva;
- atrofia cerebral y cerebelar visible con técnicas de neuroimagen;
- demencia;
- fibras rojas rasgadas que se observan en la biopsia del músculo;
- talla corta;
- pérdida de la audición neurosensorial;
- acidosis láctica y aumento de lactato en el líquido cefalorraquídeo (LCR);
- hiperproteinorraquia;
- mala visión nocturna;
- lipomas.

## Tratamiento
Al igual que muchas enfermedades mitocondriales, no hay cura para el síndrome MERRF y el tratamiento es fundamentalmente sintomático. Se han intentado con poco éxito terapias con dosis altas de Coenzima Q10 y L-Carnitina con la esperanza de mejorar la función mitocondrial.